# 李克才
李克才（1917年3月—2001年6月30日），河北行唐县两岭口村人，中华人民共和国政府官员。

## 生平
1937年参加革命，同年加入中国共产党。先后担任中共行唐县第一区区委组织干事、组织委员，中共行唐县第六区区委书记，行唐县第四区区长。1945年2月，调任丰(润)滦(县)迁(安)联合县县长，后任丰润县县长。1947年12月，任晋察冀边区第十五专署专员。
1949年8月，任天津专区专署副专员。在天津专署和刘青山、张子善一起工作时，揭发了刘青山张子善案。之后升任天津专署专员、中共衡水地委副书记，中共沧州地委第一副书记，河北省顾问委员会常务委员等职。1990年离职休养。2001年6月30日，在天津病逝。